# Sclerophrys funerea
Sclerophrys funerea és una espècie de gripau de la família dels bufònids. Fa ser descrit el 1866 pel zoòleg portuguès José Vicente Barbosa du Bocage (1823-1907) com Bufo funereus. L'adjectiu llati funereus -a -um significa «propi dels funerals, funerari, funest».
A l'origen es deia Bufo funereus, després Amietophrynus funereus i finalment, el 2016 Ohler & Dubois el van classificar en el gènere Sclerophrys. El 1964, Laurent va considerar que la Sclerophrys fuliginata era un sinònim de Bufo funereus però Tandy & Keith el 1972 van mantenir-les com a dues espècies distintes.

## Distribució
Viu a Angola, Burundi, República del Congo, República Democràtica del Congo, el Gabon, Ruanda i Uganda. El seu hàbitat inclou boscos i boscos de ribera tropicals o subtropicals secs i a baixa altitud i rius.